# La Poursuite des tuniques bleues

La Poursuite des tuniques bleues (A Time for Killing) est un film américain réalisé par Phil Karlson, sorti en 1967.

## Synopsis
Derniers jours de la guerre de Sécession, printemps 1865. Dans l'ouest américain, des prisonniers sudistes s’échappent d'un camp de soldats nordistes. Ils enlèvent pendant leur évasion Emily Biddle (Inger Stevens), la fiancée du major Tom Wolcott (Glenn Ford), le commandant du fort. Celui-ci se lance à leur poursuite et les rattrape une fois passée la frontière mexicaine. Il apprend à ce moment-là, ainsi que le chef des échappés, que la guerre est finie.

## Fiche technique
- Titre : La Poursuite des tuniques bleues
- Titre original : A Time for Killing
- Réalisation : Phil Karlson
- Scénario : Halsted Welles d'après le livre The Southern Blade de Nelson Wolford et Shirley Wolford
- Production : Harry Joe Brown
- Studio de production : Columbia Pictures
- Musique : Mundell Lowe
- Photographie : Kenneth Peach
- Montage : Roy V. Livingston
- Pays d'origine : États-Unis
- Format : Couleurs - 2,35:1 - Mono
- Genre : Western
- Durée : 88 minutes
- Date de sortie : 1967
- Affiche : Jean Mascii (France)

## Distribution
- Glenn Ford  (VF : Roland Menard) : Maj. Tom Wolcott
- Inger Stevens  (VF : Nadine Alari) : Emily Biddle
- George Hamilton  (VF : Jacques Thebault) : Capt. Dorrit Bentley
- Harry Dean Stanton  (VF : Serge Lhorca) : Sgt. Dan Way
- Paul Petersen : Blue Lake
- Timothy Carey (VF : Claude Joseph) : Billy Cat
- Kenneth Tobey  (VF : André Valmy) : Sgt. Cleehan
- Richard X. Slattery : Cpl. Paddy Darling
- Harrison Ford : Lt Shaffer
- Kay E. Kuter  (VF : Guy Pierrault) : Owelson
- Dick Miller : Zollicoffer
- Emile Meyer  (VF : Pierre Gay) : Col. Harries
- Marshall Reed : Stedner
- Max Baer Jr. : Sgt. Luther Liskell
- Todd Armstrong (VF : Marc Cassot) : Lt. 'Pru' Prudessing
- Duke Hobbie : Lt. Frist
- Charlie Briggs (VF : Pierre Collet) : Sgt. Kettlinger
- Craig Curtis (VF : Philippe Ogouz) : Bagnef